# Будущее человечества (книга)
«Будущее человечества: Колонизация Марса, путешествия к звездам и обретение бессмертия» — научно-популярная книга американского физика-теоретика и футуриста Митио Каку, опубликованная в 2018 году. «Будущее человечества» на протяжении четырёх недель находилась в списке бестселлеров по версии The New York Times. В своей девятой книге учёный рассуждает о том, как сохранить человечество как вид, описывает варианты и гипотетические возможности будущей колонизации космоса, обращается к задачам будущего, которые пока не имеют решения.

## Содержание
В книге Митио Каку размышляет о будущем человечества и выживании человека как вида, затрагивая также такие темы, как терраформирование Марса и межзвёздные путешествия. Учитывая, что для достижения ближайших звёзд и экзопланет могут потребоваться столетия, Каку исследует альтернативные пути обеспечения выживания человечества, включая возможность генной инженерии и переноса человеческого сознания в небиологические машины.

## Отзывы
Kirkus Reviews охарактеризовал взгляды Каку «всегда оптимистичными» (англ. always optimistic). «Каку предлагает захватывающую и разрозненную серию сценариев, в которых люди преодолевают существующие препятствия, не нарушая законов природы, путешествуя по Вселенной».
New York Times называет Каку мастером зарисовок из популярной научной фантастики и отмечает, что эта книга предназначена для того, чтобы познакомить малознакомых с наукой читателей с обширными горизонтами, которые она уже открыла, и с тем, к чему может привести наше путешествие к этим рубежам. Газета отмечает, что «сила писательского мастерства Каку заключается в знании того, за какими фантастическими идеями стоит следовать».
Forbes отмечает, что Митио Каку «придумывает, по сути, новое мировоззрение, программу и новые смыслы человеческого будущего», а перспективы, описанные учёным, «завораживают, пугают и радуют одновременно».